# Чуваєв Віталій Олександрович
Віталій Олександрович Чуваєв (рос. Виталий Александрович Чуваев; нар. 15 квітня 1948, Куйбишев, РРФСР — пом. 20 серпня 2007, Самара, Росія) — радянський футболіст та російський тренер, виступав на позиції нападника.

## Життєпис
У 1960 році почав займатися футболом у клубі «Торпедо-4» під керівництвом Миколи Нуйкіна. Розпочинав грати воротарем, пізніше закривав позиції захисника і півзахисника. У 1964 році Микола Зайцев запросив Віталія в клубну команду «Крила Рад», яку почав тренувати. У 1966 році Чуваева запросили в дубль куйбишевський «Крила Рад». Згодом перейшов у куйбишевський «Металург», який тренував Федір Новіков. У другому колі сезону 1968 року Віктор Карпов запросив Чуваєва в основний склад «Крил Рад». У 1968-1969 році грав за «Крила» у Вищій лізі СРСР. Дебютував в еліті радянського футболу 27 вересня 1968 року, замінивши Володимира Петрова, за два сезони зіграв 32 поєдинки та відзначився 2 голами. У 1970 пішов до Новікова в уфимський «Будівельник», а в 1972 році слідом за ним перейшов у саратовський «Сокіл». У 1975 грав в астраханському «Волгарі», який тренував Федір Новіков. Потім один сезон провів у «Кривбасі». У 1977-1979 роках грав у Куйбишеві за клубну команду «Крила Рад».
По завершенні кар'єри гравця розпочав тренерську діяльність. У 1993 та 2002 роках очолював аматорський колектив «Локомотив» (Самара).
Одружився в 21 рік, виховав доньку. Брати Микола та Володимир — футбольні тренери.